# Francesc Campos i Martínez
Francesc Campos i Martínez (Massarró, 18 de desembre de 1905—Badalona, 29 de setembre de 1999) fou un obrer vidrier i del transport i militant anarcosindicalista amb activitat a Badalona. Va ser el darrer representant de la militància històrica de la CNT a la ciutat.
Nascut a Múrcia, la seva família es traslladà a Badalona el 1917. Entrà com a aprenent de vidrier a la fàbrica Vidriera Badalonesa. A causa d'una greu malaltia es veié obligat a deixar l'ofici i es dedicà a fer de xofer. L'any 1928 començà a militar clandestinament a la CNT. A partir de 1930 organitzà el sindicat del transport a Badalona i el mateix any fou detingut a la vaga metal·lúrgica de la Metalgraf. El 1931 fou escollit, pel sindicat del transport, delegat al congrés extraordinari celebrat a Madrid, el juny d'aquell any, organitzat per la CNT. Adherit al manifest dels trenta, fou expulsat de la CNT i formà part de l'Aliança Obrera. Durant la Guerra Civil, fou secretari de la Federació Local de Sindicats des del setembre de 1936 a maig de 1937. Posteriorment, i fins a la seva mobilització, fou director de la col·lectivitat del transport. Després de la guerra s'exilià a França, on formà part de diferents companyies de treballadors. El 1946, acabada la Segona Guerra Mundial, fou secretari del Comitè Regional de la CNT de Marsella. Finalment, l'any 1948 tornà a Badalona. Va morir el 1999, era llavors el darrer militant badaloní històric de la CNT que quedava.